# Ziegfeld Follies
Ziegfeld Follies är en amerikansk musikalfilm från 1946 i regi av Lemuel Ayers, Roy Del Ruth, Robert Lewis, Vincente Minnelli, Merrill Pye, George Sidney och Charles Walters. Filmen är inspirerad av Florenz Ziegfelds Broadwayrevyer med samma namn. I filmen spelas Ziegfeld av William Powell, som även hade spelat honom i en tidigare film, Den store Ziegfeld (1936). Många av MGMs främsta talanger medverkar i filmen, däribland: Fred Astaire, Lucille Ball, Lucille Bremer, Fanny Brice (den enda i ensemblen som själv var en stjärna i de ursprungliga Follies), Judy Garland, Kathryn Grayson, Lena Horne, Gene Kelly, James Melton, Victor Moore, Red Skelton, och Esther Williams. Filmen hade svensk premiär den 18 februari 1946. 
Filmen har ingen egentlig handling, utan består främst av ett antal sång- och dansnummer framförda av några av Hollywoods mest kända musikalstjärnor vid denna tid. De olika numren regisserades av flera olika regissörer.

## Medverkande och deras nummer
- Fred Astaire - Fred Astaire ('Here's to the Ladies') / Raffles ('This Heart of Mine') / Tai Long ('Limehouse Blues') / Gentleman ('The Babbit and the Bromide')
- Lucille Ball - Lucille Ball ('Here's to the Ladies')
- Lucille Bremer - Princess ('This Heart of Mine') / Moy Ling in 'Limehouse Blues')
- Fanny Brice - Norma Edelman ('A Sweepstakes Ticket')
- Judy Garland - The Star ('A Great Lady Has An Interview')
- Kathryn Grayson - Kathryn Grayson ('Beauty')
- Lena Horne - Lena Horne ('Love')
- Gene Kelly - Gentleman ('The Babbit and the Bromide')
- James Melton - Alfredo ('La Traviata')
- Victor Moore - Advokatens klient ('Pay the Two Dollars')
- Red Skelton - J. Newton Numbskull ('When Television Comes')
- Esther Williams - Esther Williams ('A Water Ballet')
- William Powell - Florenz Ziegfeld Jr.
- Edward Arnold - Advokat ('Pay the Two Dollars')
- Marion Bell - Violetta ('La Traviata')
- Cyd Charisse - Ballerina ('Beauty')
- Hume Cronyn - Monty ('A Sweepstakes Ticket')
- William Frawley - Martin ('A Sweepstakes Ticket')
- Robert Lewis - Kinesisk gentleman ('Limehouse Blues' / Telephone Voice ('Number Please')
- Virginia O'Brien - Virginia O'Brien ('Here's to the Ladies')
- Keenan Wynn - Caller ('Number Please')